# 5685 Sanenobufukui
Az 5685 Sanenobufukui (ideiglenes jelöléssel 1990 XA) a Naprendszer kisbolygóövében található aszteroida. Toshiro Nomura,  Koyo Kawanishi fedezte fel 1990. december 8-án.